# TU9

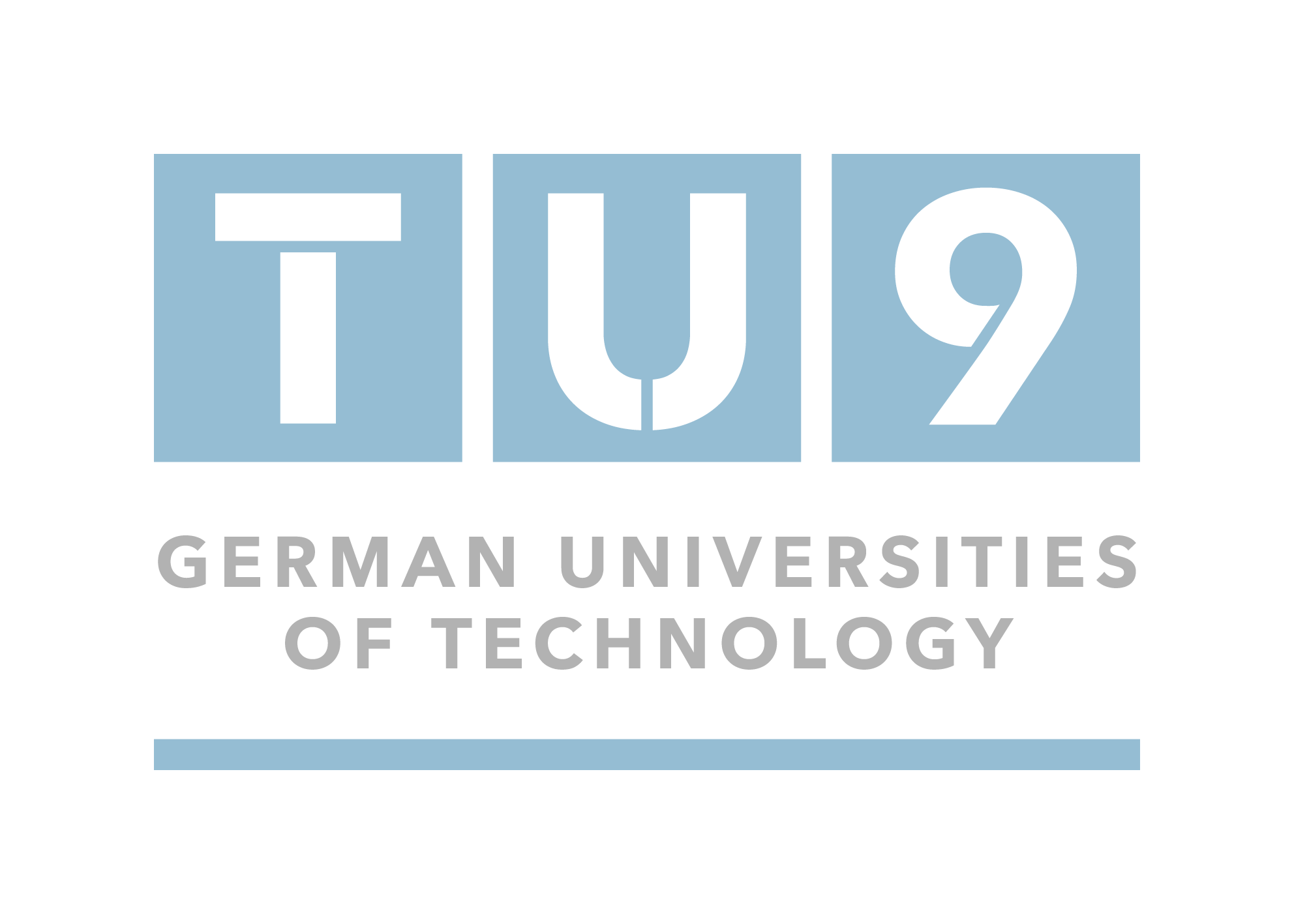
Logo do TU9

TU9 é uma sociedade formada pelas 9 melhores, mais antigas e prestigiadas universidades alemãs cujo foco é engenharia e tecnologia.
Associados através de suas metas, desenvolvimento da engenharia, os membros do TU9 particularmente observam os assuntos com maior relevância àquela ciência. Isso inclui resultados estatísticos de terceiros e exposição da importância das universidades-membro.

## História
TU9 foi criada em 2003 como um consórcio informal de Institutos de Tecnologia da Alemanha fundados antes de 1900.
Sua missão é agir em contato com a sociedade, economia e política, visando melhorar a formação de seus estudantes, sobretudo os de engenharia.

## Membros
- RWTH Aachen
- TU Berlin
- TU Braunschweig
- TU Darmstadt
- TU Dresden
- Universidade de Hanover
- Universidade de Karlsruhe
- TU München
- Universidade de Stuttgart